# Ann Biderman
Cet article possède un paronyme, voir Bidermann (homonymie).
Ann Biderman, née le 15 août 1951, est une scénariste américaine de film et pour la télévision. 

## Biographie
Ann Biderman est la créatrice et la productrice exécutive de la série de la NBC/TNT Southland. Elle a été la compagne de Roger Vadim de 1984 à 1986.

## Distinction
Ann Biderman a également gagné un Emmy Award de la meilleure série télévisée dramatique pour un épisode de New York Police Blues.

## Filmographie

### Productrice
- Southland
- Ray Donovan

### Scénariste
- 1994 : New York Police Blues (3 épisodes)
- 1995 : Copycat
- 1996 : Peur primale (Primal Fear)
- 2009 : Public Enemies
- 2013 : Ray Donovan